# Tomasz Kossowski
Tomasz Kossowski herbu Dołęga (ur. ok. 1730) – chorąży brzeziński w latach 1785–1793, stolnik brzeziński w latach 1766–1779, chorąży orłowski w latach 1779-1784, stolnik orłowski w latach 1765–1766, podstoli brzeziński w latach 1760–1765, konsyliarz konfederacji barskiej województwa łęczyckiego w 1769 roku.

## Życiorys
Był członkiem konfederacji generalnej 1764 roku. W 1764 roku był elektorem Stanisława Augusta Poniatowskiego z województwa łęczyckiego i posłem łęczyckim na sejm elekcyjny.